# Andrena hattorfiana
Andrena hattorfiana je врста инсекта из реда опнокрилаца и фамилије Andrenidae.

## Опис
Код женки clypeus (фронтални штит) је сјајан, а горња усна (labrum) има два кратка продужетка. Код оба пола mesosoma (други телесни регион, груди) је црна, сјајна и прекривена кратким длакама, крила су тамна. Metasoma (трећи телесни регион, трбух) је са јасно уочљивим првим и другим црвеним тергитима (леђним плочицама). Мужјаци се једино могу идентификовати на основу грађе гениталног апарата, код њих је clypeus светложуте боје са две црне мрље, а тергити су црни са кратким длакама које су смеђе или жуте боје. Мужјаци су дужине од 14мм до 16мм, а женке од 13мм до 16мм. 

## Распрострањеност
Врста је распрострањена у већем делу Европе и на Блиском истоку.  У Србији постоје подаци са пашњака у равници, али и на планинама.

## Биологија
Јединке ове врсте активне су од јуна до августа. Хране се биљкама из фамилије Dipsacaceae. Настањују пашњаке. Женке јаја полажу у гнезда која ископавају у песковитом земљишту. 

## Синоними
- Andrena clypeata Illiger, 1806
- Andrena dimidiata Brullé, 1832
- Andrena elongata Imhoff, 1834
- Andrena equestris Panzer, 1797
- Andrena fischeri Verhoeff, 1890
- Andrena gravida Eversmann, 1852
- Andrena haemorrhoidula Viereck, 1916
- Andrena hattorfiana subsp. marginata Torka, 1913
- Andrena hattorfiana subsp. punctulata Torka, 1913
- Andrena hattorfiana subsp. rufa Torka, 1913
- Andrena lathamana (Kirby, 1802)
- Andrena quadripunctata Fabricius, 1804
- Andrena rubida Olivier, 1789
- Apis florum Cuvier, 1798
- Apis fuscicornis Gmelin, 1790
- Apis marginata Müller, 1776
- Apis plumosa Christ, 1791
- Apis splendida Müller, 1776
- Melitta haemorrhoidalis (Kirby, 1802)
- Melitta lathamana Kirby, 1802
- Nomada hattorfiana Fabricius, 1775